# Hamza Hamzaoğlu
Hamza Hamzaoğlu  est un entraîneur de football turc, né le 15 janvier 1970 à Komotiní en Grèce.

## Biographie
En novembre 2014, il reprend l'équipe de Galatasaray qui vivait une saison compliquée et parvient à dynamiser son équipe. Il parvient à faire le triplé championnat - coupe de Turquie - super coupe dès sa première saison.
Le 18 novembre 2015, Galatasaray se sépare d'Hamza Hamzaoglu par "consentement mutuel".

## Statistiques détaillées
Dernière mise à jour le 03/06/2010.
| Saison    | Club           | TOTAL  | TOTAL | Championnat | Championnat | Championnat | Coupe d'Europe | Coupe d'Europe | Coupe d'Europe | Coupes Nationales | Coupes Nationales |
| Saison    | Club           | Matchs | Buts  | Division    | Matchs      | Buts        | Type           | Matchs         | Buts           |                   |                   |
| Saison    | Club           | Matchs | Buts  | Division    | Matchs      | Buts        | Type           | Matchs         | Buts           | Matchs            | Buts              |
| --------- | -------------- | ------ | ----- | ----------- | ----------- | ----------- | -------------- | -------------- | -------------- | ----------------- | ----------------- |
| 1990-1991 | Izmirspor      | 37     | 0     | 2. Lig      | 34          | -           | -              | -              | -              | 3                 | -                 |
| 1991-1992 | Galatasaray SK | 28     | 3     | Süperlig    | 26          | 3           | C2             | ?              | ?              | 2                 | -                 |
| 1992-1993 | Galatasaray SK | 33     | 2     | Süperlig    | 26          | 2           | C3             | ?              | ?              | 7                 | -                 |
| 1993-1994 | Galatasaray SK | 34     | 4     | Süperlig    | 27          | 4           | C1             | ?              | ?              | 7                 | -                 |
| 1994-1995 | Galatasaray SK | 28     | 4     | Süperlig    | 25          | 3           | C1             | ?              | ?              | 3                 | 1                 |
| 1995-1996 | Istanbulspor   | 35     | 5     | Süperlig    | 34          | 4           | -              | -              | -              | 1                 | -                 |
| 1996-1997 | Istanbulspor   | 32     | 5     | Süperlig    | 31          | 5           | -              | -              | -              | 1                 | -                 |
| 1997-1998 | Istanbulspor   | 35     | 5     | Süperlig    | 32          | 5           | C3             | ?              | ?              | 3                 | -                 |
| 1998-1999 | Istanbulspor   | 30     | 5     | Süperlig    | 28          | 5           | C3             | ?              | ?              | 2                 | -                 |
| 1999-2000 | Siirtspor      | 27     | 3     | Lig B       | 26          | 3           | -              | -              | -              | 1                 | -                 |
| 2000-2001 | Siirtspor      | 36     | 1     | Süperlig    | 34          | 1           | -              | -              | -              | 2                 | -                 |
| 2001-2002 | Yozgatspor     | 25     | 2     | Süperlig    | 23          | 2           | -              | -              | -              | 2                 | -                 |
| 2002-2003 | Konyaspor      | 36     | 9     | Lig A       | 34          | 9           | -              | -              | -              | 2                 | -                 |
| 2003-2004 | Beylerbeyi SK  | 30     | 6     | 3. Lig      | 30          | 6           | -              | -              | -              | -                 | -                 |
| 1989-2004 | TOTAL          | 446    | 54    | -           | 410         | 52          | -              | -              | -              | 36                | 1                 |

## Palmarès entraineur
- Championnat de Turquie : 2015
- Coupe de Turquie : 2015